# Kasang (Kuantan Mudik)
Kasang is een bestuurslaag in het regentschap Kuantan Singingi van de provincie Riau, Indonesië. Kasang telt 1391 inwoners (volkstelling 2010).